# Third World
Third World è  un gruppo musicale reggae giamaicano formatosi nel 1973.

## Stile
Il suo stile basato sul reggae riceve influenze dai generi provenienti dalla musica afroamericana attiva negli anni '70, in particolare soul, R'n'B e funk.

## Storia del gruppo
Il nome del gruppo si riferisce al terzo mondo, ossia a quella definizione data da Alfred Sauvy in riferimento ai Paesi non sviluppati in riferimenti ai modelli "occidentali". La Giamaica era ai tempi del gruppo inserita in questa definizione.
L'idea del gruppo è di Michael "Ibo" Cooper e di Stephen "Cat" Coore, ex componenti del gruppo Inner Circle.
Pubblicano il primo singolo nel 1974. Nei mesi seguenti vengono messi sotto contratto dalla Island Records e pubblicano il primo album nel 1976.
Il successo arriva con Now That We Found Love, cover di The O'Jays inserita nel loro terzo disco.
Nel febbraio 2014 il cantante storico della band William "Bunny Rugs" Clarke è deceduto a causa di una leucemia.

## Formazione
Attuale
- Stephen "Cat" Coore (dal 1973) - chitarra
- Richard Daley (dal 1973) - basso
- Tony "Ruption" Williams (dal 1997) - batteria
- Herbie Harris (dal 1999) - tastiere
- AJ Brown (dal 2013) - voce

Principali ex membri
- Michael "Ibo" Cooper (1973-1997)
- Irvin "Carrot" Jarrett (1973-1989)
- Bunny Rugs (1976-2014) - voce, deceduto nel 2014

## Discografia
Album
- 1976 - Third World (Island Records)
- 1977 - 96º in the Shade (Island Records)
- 1978 - Journey to Addis (Island Records)
- 1979 - The Story's Been Told (Island Records)
- 1980 - Arise in Harmony (Island Records)
- 1980 - Prisoner in the Street (Island Records) Colonna sonora
- 1981 - Rock the World (CBS Records)
- 1982 - You've Got the Power (CBS Records)
- 1983 - All the Way Strong (CBS Records)
- 1985 - Sense of Purpose (CBS Records)
- 1987 - Hold On to Love (CBS Records)
- 1989 - Serious Business (Mercury Records)
- 1992 - Committed (Mercury Records)
- 1995 - Live It Up (Solar Records) Live
- 1997 - Generation Coming (Gator Records)
- 2001 - Third Wold Live (Tabou Records) Live
- 2003 - Ain't Givin' Up (Shanachie Records)
- 2004 - Riddim Haffa Rule (Music Avenue Records)
- 2006 - Black Gold Green (Nocturne Records)
- 2006 - Music Hall in Concert (Membran Music Records)
- 2010 - Patriots (Third World Music Group Records)
- 2014 - Under the Magic Sun (Cleopatra Records)
- 2014 - Live at the Belly Up (Belly Up Live Records) Live